# Peter Van der Heyden
Peter Van der Heyden (ur. 16 lipca 1976 w Aalst) – belgijski piłkarz występujący na pozycji obrońcy, reprezentant Belgii.

## Kariera klubowa
Jego pierwszym zespołem był Eendracht Aalst. Występował w nim w latach 1998–2000, rozgrywając 57 spotkań i strzelając 6 goli. Kolejna drużyna to Club Brugge. To właśnie w niej osiągał swoje największe sukcesy. W Eerste Klasse w latach 2000–2005 wystąpił w 150 meczach i strzelił 8 goli. Od 2005 do 2008 roku reprezentował barwy VfL Wolfsburg, dla którego rozegrał 43 spotkania. Następnie podpisał kontrakt z 1. FSV Mainz 05. W 2010 roku wrócił do Club Brugge. W 2011 roku został zawodnikiem Beerschotu AC. W 2012 roku przeszedł do Knokke FC.

## Kariera reprezentacyjna
W pierwszej reprezentacji Belgii rozegrał 21 meczów i strzelił jednego gola. Swoją jedyną bramkę zdobył podczas MŚ 2002 w meczu przeciwko reprezentacji Japonii rozgrywanym w mieście Saitama, który zakończył się rezultatem 2:2.